# Заседателева, Лидия Борисовна
Ли́дия Бори́совна Заседа́телева (14 июня 1933, Москва — 11 января 2022, там же) — советский и российский этнолог, педагог и организатор науки, специалист по этнографии народов Кавказа, славянских народов и народов зарубежной Европы. Доктор исторических наук (1997), профессор (1999), заместитель заведующего кафедрой этнологии исторического факультета МГУ, заслуженный профессор МГУ (2005).

## Биография
Родилась в 1933 году в Москве в семье врачей. Младший брат — Борис. В 1937 году отец, Борис Фёдорович, был арестован и вскоре расстрелян. На момент его ареста семья проживала по адресу Большой Кисловский переулок, дом 5.
В 1955 году Лидия Борисовна окончила исторический факультет МГУ. В 1961 году начала работать на кафедре этнологии этого факультета. Ученица С. А. Токарева и Н. Н. Чебоксарова.

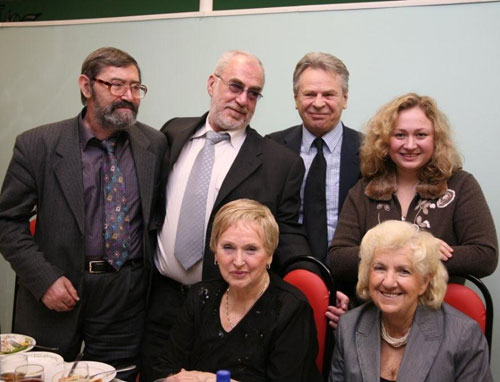
Сотрудники Истфака МГУ. Заседателева Л. Б. (сидит справа). 2012 г.

Более 60-ти лет проработала на кафедре этнологии. В сферу научных интересов Заседателевой входили проблемы методологии полевых этнологических исследований, прикладной этнологии.
Являлась крупнейшим специалистом в области изучения казачества, в 1969 году защитила кандидатскую диссертацию по теме: «Терские казаки во второй половине XVI — начале XX вв.». Наиболее известный научный труд Л. Б. Заседателевой — «Терские казаки (середина XVI — начало XX в.): историко-этнографические очерки» (1974).
В конце 1980-х годов стала одним из инициатором создания, а с 1995 года — руководителем учебно-научного центра прикладной этнологии (с 2013 года — Лаборатория прикладной этнологии). Создание такого подразделения при кафедре этнологии МГУ было вызвано необходимостью концентрации внимания на прикладных аспектах этнологической науки, потребностью выявления ситуаций межэтнической напряжённости в стране и за её пределами, важностью анализа роли этнических факторов в различных аспектах жизни общества.
В 1996 году защитила диссертацию на соискание учёной степени доктора исторических наук по теме: «Восточные славяне на Северном Кавказе в середине XX века (динамика этнокультурных процессов)».
Являлась автором более 100 научных работ, включающих в себя индивидуальные и коллективные монографии, статьи, учебные пособия. Под её руководством защищено 16 диссертаций, 25 дипломных работ, подготовлено 14 учебных курсов. Соавтор многих учебников по этнологии. Заместитель председателя Диссертационного совета по этнологии и археологии, долгое время возглавляла Кавказскую экспедицию кафедры этнографии МГУ.
С 2004 года член Ассоциации этнографов и антропологов России. Награждена медалями «Ветеран труда» и «В память 850-летия Москвы» (1997). В 2005 году Л. Б. Заседателевой было присвоено почётное звание «Заслуженный профессор МГУ».
Скончалась Л. Б. Заседателева в Москве 11 января 2022 года. Похоронена на Введенском кладбище Москвы (участок 4).

## Семья

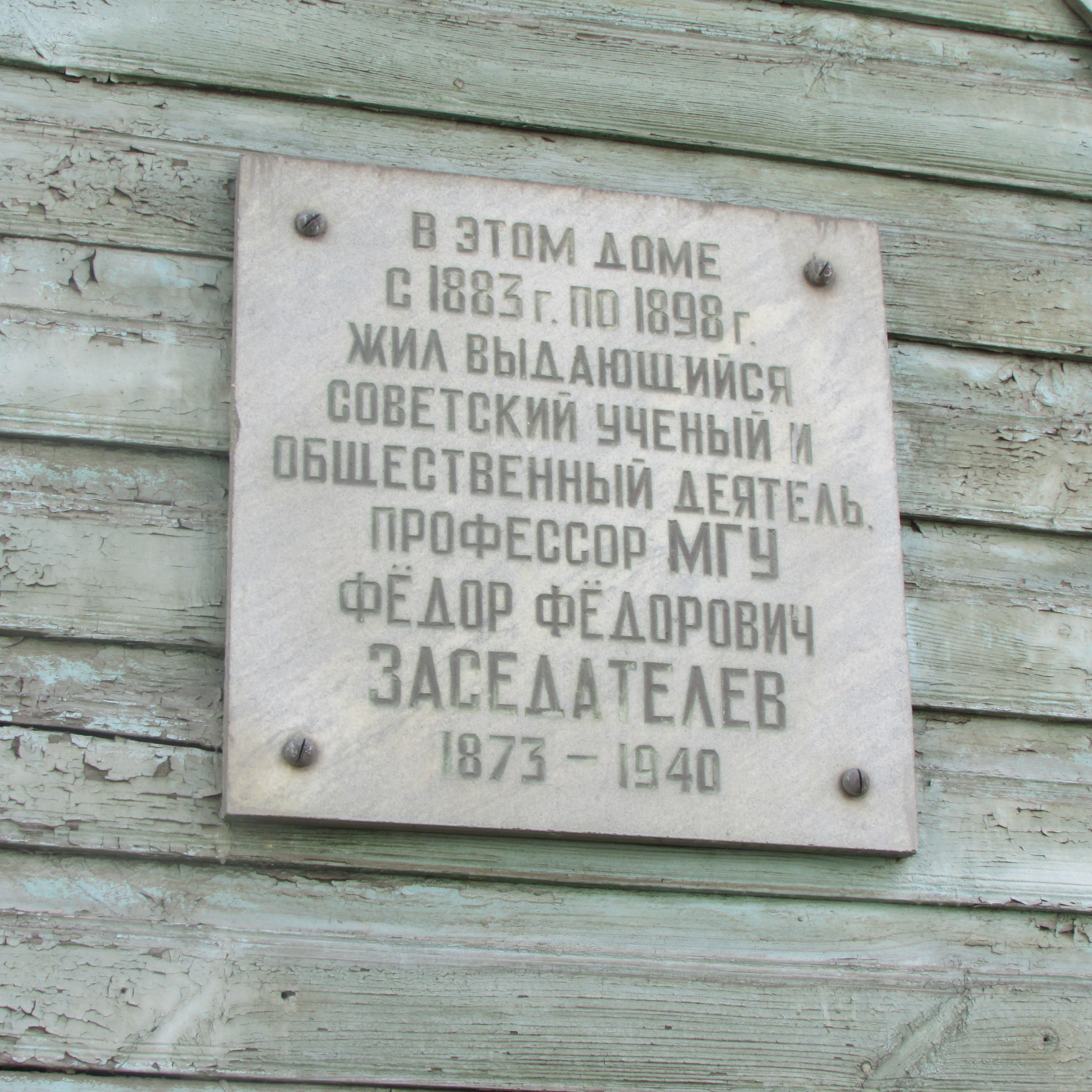
Табличка на доме Заседателева в Орле.

Отец — Борис Фёдорович Заседателев (1906, Москва — 21 октября 1937, Бутово), работал врачом в поликлинике имени Семашко. В 1937 году был арестован по обвинению в контрреволюционной деятельности и в активном участии в террористической фашистской группе; расстрелян; реабилитирован в феврале 1956 года.
Дед — Фёдор Фёдорович Заседателев (1873, Орёл — 1940, Москва), известный московский врач-ларинголог и фониатор, профессор МГУ, член Берлинского фониатрического общества, член-корреспондент Парижской академии пения. Преподавал в Московской консерватории, автор ряда научных работ, в том числе популярной книги «Научные основы постановки голоса» (7-е переиздание вышло в 2014 году). С 1906 года — врач при Большом театре, почти тридцать лет лечил и отвечал за голос тенора Леонида Собинова.
В 1978 году в Орле на доме, где с 1883 по 1898 год жил Ф. Ф. Заседателев (улица 3-я Курская, 30), установлена мемориальная доска.

## Сочинения
- Эволюция общины у терских казаков в XVI-XIX вв.: От вольной заимки к частной собственности // Советская этнография. 1969. № 1. С. 25-36;
- Станица Котляревская. Нальчик, 1972. — 423 с.;
- Терские казаки. (Середина XVI - начало XX в.): историко - этнографические очерки. М.: Издательство Московского университета, 1974. - 421 с.;
- Хозяйство и хозяйственный быт народов Чечено-Ингушетии. — Грозный, 1983. (в соавт. с Т. Г. Мунчаевой);
- Казаки-некрасовцы: основные этапы этнического развития // Вестник Московского университета. Сер. 8. История. 1986. № 4. С. 44–54. (в соавт. с Н. Г. Волковой);
- Праздники весеннего календарного цикла славянского населения Северного Кавказа. — Алма-Ата, 1990.  (в соавт. с Т. Г. Мунчаевой).